# Thank You, Happy Birthday
Thank You, Happy Birthday es el segundo disco de estudio de la banda estadounidense Cage the Elephant. Fue lanzado el 11 de enero de 2011 obteniendo una respuesta favorable de la crítica. El álbum fue producido por Jay Joyce, quien también fue el productor del primer y anterior disco que lanzó la banda, Cage the Elephant.

## Grabación y producción
En un principio el álbum fue anunciado en julio de 2009, cuando la banda había establecido que el lanzamiento sería a principios de 2010 con el nombre de Computer Says Move. El grupo ya había grabado dieciocho canciones, pero decidieron dejarlas de lado cuando se dieron cuenta de que ningún miembro «estaba muy conforme» con las ideas. Durante su estadía de dos años en Londres, Cage the Elephant logró producir cerca de 80 canciones, entre riffs y melodías, que terminaron por descartarse una vez llegaron a su natal Kentucky en Estados Unidos, done alquilaron cabinas de grabación y terminaron el álbum en dos semanas. El grupo recurrió a viejos conceptos e ideas que habían guardado para proyectos secundarios, y decidieron usar esas canciones para un nuevo álbum, el cual fue titulado con el nombre definitivo de Thank You, Happy Birthday. Matt Shultz, vocalista y líder de la banda, citó a grupos consagrados como Pixies, Mudhoney, Butthole Surfers, Black Flag, Pavement y Ramones, junto con el rock de los años 50' como su inspiración principal para encontrar el rumbo de su nuevo álbum. Cage the Elephant volvió a trabajar junto a Jay Joyce, productor que intervino en el primer álbum de estudio de la banda. El quinteto también tuvo problemas durante la grabación de las canciones, como el cantante Matthew Shultz, quien encontró dificultades para terminar las letras de ciertas canciones, en particular de «Flow». El grupo pudo finalmente presentar doce canciones para el álbum, al mismo tiempo que declararon: 

Queremos que cada una de las canciones suene como si hubiera sido escrita por una banda diferente

## Singles
El primer sencillo titulado «Shake Me Down» fue planeado para ser lanzado el 22 de noviembre de 2010, y la banda anunció por su cuenta oficial de Twitter que sería transmitido por las estaciones de radio el 17 de noviembre. Ese mismo día se dio a conocer un video no oficial de la canción. El 11 de enero de 2011, se lanzó el video oficial. Durante la semana del 25 de febrero al 5 de marzo de 2011, «Shake Me Down» logró mantenerse en el puesto número 1 en la lista Rock Songs de la revista Billboard. Durante la semana del 11 de enero de 2011, Cage the Elephan fue nombrado artista MTV PUSH de la semana.
El 18 de noviembre de 2010, la canción «2024» fue puesta a disposición del público como descarga gratis en el sitio web de la revista Filter.
El 27 de diciembre de 2010, «Around My Head» fue lanzada como la canción gratis de la semana en iTunes. La canción fue luego dada a conocer como el segundo single oficial el 4 de mayo de 2011. Durante la semana del 6 de julio de 2011, Around My Head escaló hasta la posición número 18 en la lista de Billboard Alternative Songs.

## Lanzamiento
El álbum fue lanzado el 11 de enero de 2011, debutando como número 1 en su primer día en la lista de iTunes, Top Downloads chart. Esa misma noche, la banda hizo una aparición en el show televisivo estadounidense Late Show with David Letterman. Durante la semana del lanzamiento, el álbum vendió alrededor de 39.000 copias en los Estados Unidos, debutando en un, sin precedente, número 2 en la lista Billboard 200. El 27 de enero de 2011 la banda promovió incluso más el álbum, interpretando en vivo los temas «Shake Me Down» y «Aberdeen» en el programa nocturno Jimmy Kimmel Live para la serie de conciertos Jimmy Kimmel Live Concert Series de ABC. Más tarde, Cage the Elephant participó en el programa The Daily Habit de Fuel TV, interpretando «Shake Me Down».
El álbum fue finalmente dado a conocer el 21 de marzo de 2011 en el Reino Unido.
Una versión en vinilo de Thank You, Happy Birthday fue lanzado también. El paquete incluía además, un vinilo de 7 pulgadas exclusivo del sencillo «Right Before My Eyes» en su versión acústica, titulado simplemente «Shiver» debido a su nombre original «Timber Me Shivers».

## Recepción

### Crítica
El álbum en general ha recibido críticas positivas por parte de la prensa. Metacritic le otorgó al disco una calificación total de 76/100, basada en 21 revisiones de críticos profesionales. Alternative Press estableció que «era un álbum alarmantemente bueno». Jon Parrels de The New York Times agregó que «el nuevo álbum es más abrasivo, bullicioso, más inestable y forzado, pero bien encaminado» y añadió que cuando el álbum «es tocado tranquilamente, como una balada de The Beatles, es lo suficientemente valiente como para dejar de lado la fanfarronería». Jody Rosen de Rolling Stone, dijo sobre cantante de la banda Matt Shultz «Sobre Matt, no puedo agregar nada más salvo que le tengo un profundo amor. En realidad tiene algo más: una de las mejoras bandas jóvenes del rock»

### Rendimiento comercial
Para agosto de 2013, el álbum había vendido más de 250 000 copias.
Thank You, Happy Birthday  ocupa el puesto quince en la lista de los cincuenta mejores álbumes de 2011 según Rolling Stone.

## Lista de canciones
Todas las canciones fueron escritas por Cage the Elephant.
| N.º   | Título | Duración |  |
| 1.    | «Always Something»                                                                                               | 3:41     |  |
| 2.    | «Aberdeen» | 3:12     |  |
| 3.    | «Indy Kidz» | 5:02     |  |
| 4.    | «Shake Me Down»                                                                                                  | 3:31     |  |
| 5.    | «2024» | 3:10     |  |
| 6.    | «Sell Yourself»                                                                                                  | 2:11     |  |
| 7.    | «Rubber Ball» | 3:47     |  |
| 8.    | «Right Before My Eyes»                                                                                           | 3:14     |  |
| 9.    | «Around My Head»                                                                                                 | 3:11     |  |
| 10.   | «Sabertooth Tiger»                                                                                               | 2:51     |  |
| 11.   | «Japanese Buffalo»                                                                                               | 3:03     |  |
| 12.   | «Flow» (Contiene una pista oculta comenzando en el minuto 3:47 : una versión acústica de Right Before My Eyes.") | 7:43     |  |
| 44:47 | |          |  |